# Buchholzbacher Mühle
Buchholzbacher Mühle ist ein Stadtteil von Bad Münstereifel im Kreis Euskirchen, Nordrhein-Westfalen und gehört zur Gemeinde Rupperath.

## Lage
Der Ort liegt südlich von Bad Münstereifel, kurz vor der Grenze zu Rheinland-Pfalz neben der Landesstraße 165. Der Stadtteil besteht aus der historischen Wassermühle „Buchholzbecher Mühle“. Gespeist wird die Mühle durch den Buchholbach. Dieser fließt von Esch kommend kurz vor Schuld in den Armuthsbach.

## Sonstiges
Im Ort gibt es eine größere Reitsportanlage.